# Whitneyomyia
Whitneyomyia is een vliegengeslacht uit de familie van de dazen (Tabanidae).

## Soorten
- W. beatificus (Whitney, 1914)